# Julio Jiménez
Julio Jiménez Muñoz (Ávila, 28 oktober 1934 – aldaar, 8 juni 2022) was een Spaans wielrenner. Zijn bijnaam is De uurwerkmaker van Ávila.
Jiménez was profwielrenner van 1961 tot en met 1969. Hij won driemaal, in 1965, 1966 en 1967, het bergklassement (tegenwoordig de bolletjestrui) in de Ronde van Frankrijk. Hij won eveneens driemaal, in 1963, 1964 en 1965, het bergklassement in de Ronde van Spanje. In 1964 werd hij Spaans kampioen op de weg.
Jimenez overleed op 87-jarige leeftijd aan de gevolgen van een verkeersongeluk in zijn geboorteplaats Ávila.

## Overwinningen
1960
- GP Llodio

1961
- GP Cuprosan
- 1e etappe Euskal Bizikleta

1962

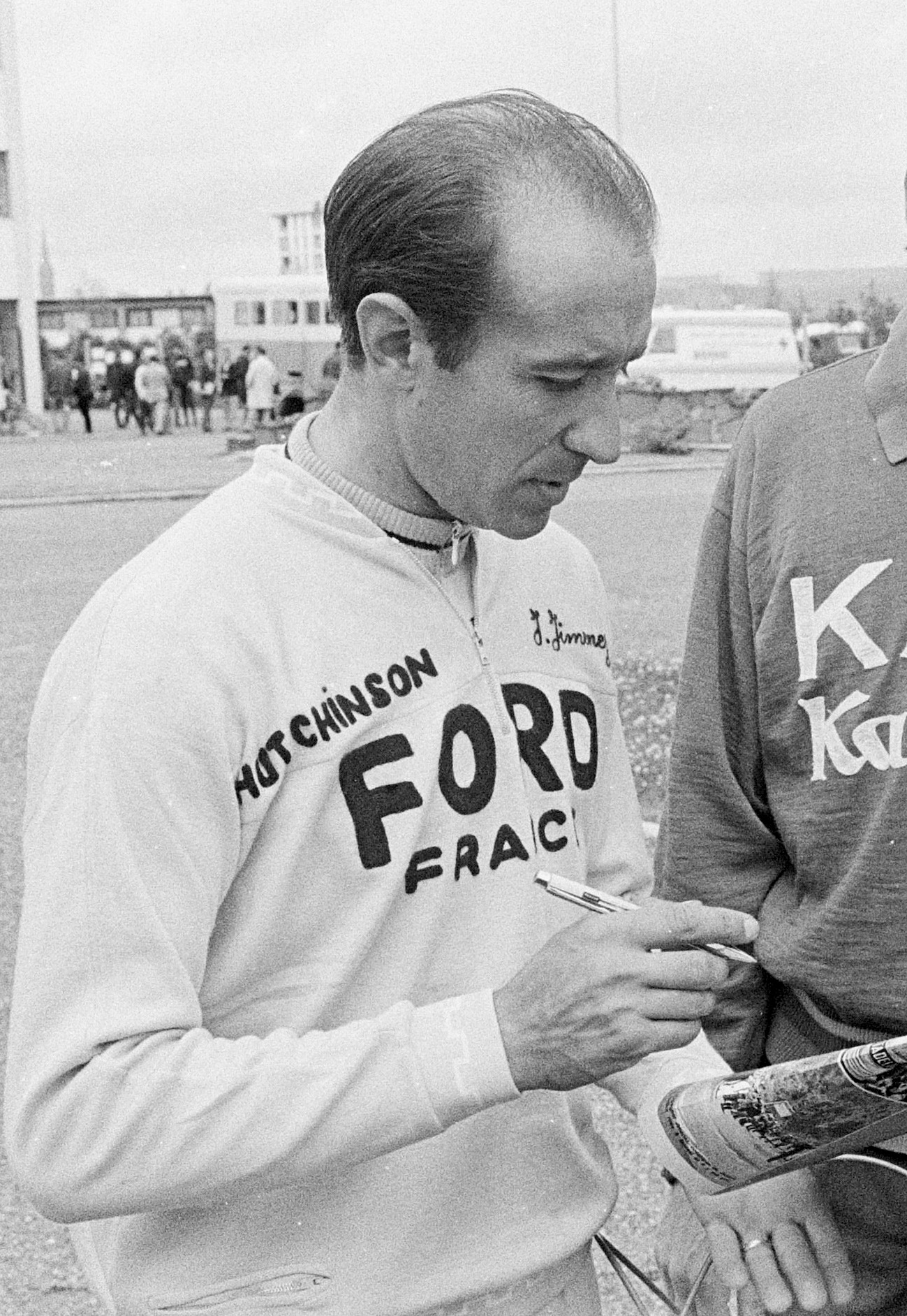
Julio Jiménez in 1966

- Spaans klimkampioen op de weg, elite
- 5e etappe Ronde van Catalonië
- Subida a Urkiola

1963
- Mont Faron
- Bergklassement Ronde van Spanje

1964
- Spaans kampioen op de weg, profs
- 13e en 20e etappe Ronde van Frankrijk
- Subida a Urkiola
- 4e etappe Euskal Bizikleta
- 5e etappe Ronde van Spanje
- Bergklassement Ronde van Spanje

1965
- Spaans Klimkampioen op de weg, elite
- 9e en 17e etappe Ronde van Frankrijk
- Bergklassement Ronde van Frankrijk
- Subida a Arrate
- Subida a Urkiola
- 10 etappe (deel B) Ronde van Spanje
- Bergklassement Ronde van Spanje

1966
- 16e etappe Ronde van Frankrijk
- Bergklassement Ronde van Frankrijk
- 2e en 15e etappe Ronde van Italië

1967
- Bergklassement Ronde van Frankrijk
- Polymultipliée (Klimmerstrofee)
- 3e etappe Ronde van Luxemburg

1968
- 9e en 18e etappe Ronde van Italië
- 4e etappe (deel B) Ronde van Mallorca

## Resultaten in voornaamste wedstrijden
| Jaar | Ronde van Italië | Ronde van Frankrijk | Ronde van Spanje |
| ---- | ---------------- | ------------------- | ---------------- |
| 1961 |                  |                     | 36e              |
| 1962 |                  |                     | 46e              |
| 1963 |                  |                     | 23e              |
| 1964 |                  | 7e (2)              | 5e (2)           |
| 1965 |                  | 23e (2)             | 34e (1)          |
| 1966 | 4e (2)           | 13e (1)             |                  |
| 1967 |                  | ↑                   | 20e              |
| 1968 | 10e (2)          | 30e                 |                  |
| 1969 |                  |                     |                  |

| Jaar | Milaan-San Remo |  | WK op de weg |  | Wereldranglijsten |
| ---- | --------------- |  | ------------ |  | ----------------- |
| 1961 |                 |  |              |  |                   |
| 1962 |                 |  |              |  |                   |
| 1963 |                 |  |              |  |                   |
| 1964 |                 |  | 40e          |  |                   |
| 1965 |                 |  |              |  |                   |
| 1966 |                 |  |              |  |                   |
| 1967 |                 |  |              |  | 12e (SPP)         |
| 1968 |                 |  |              |  |                   |
| 1969 | 86e             |  |              |  |                   |